# 何塞·華金·佩雷斯
何塞·华金·佩雷斯·马斯卡亚诺（西班牙語：José Joaquín Pérez Mascayano，西班牙語發音：[xoˈse xo.aˈkim ˈpeɾes]；1801年5月6日—1889年7月1日），智利律师、外交官、第6任总统。

## 總統生涯
何塞·华金·佩雷斯于1861年接替曼努埃尔·蒙特出任总统，任期至1871年，期间，他赦免了参加1859年革命的政治人物，智利还参加了抵御西班牙入侵秘鲁的钦查战争。